# Cernîțea, Koreț
Cernîțea (în ucraineană Черниця) este un sat în comuna Brîkiv din raionul Koreț, regiunea Rivne, Ucraina.

## Demografie
Componența lingvistică a localității Cernîțea
     Ucraineană (99,38%)
     Alte limbi (0,45%)
Conform recensământului din 2001, majoritatea populației localității Cernîțea era vorbitoare de ucraineană (99,38%), existând în minoritate și vorbitori de alte limbi.